# Liga LEB Oro 2017-18
La LEB Oro 2017-18 fue la 22.ª temporada de la segunda liga del baloncesto español. Comenzó el 29 de septiembre de 2017 con la primera jornada de la liga regular y terminó el 12 de junio de 2018 con la final.
El Cafés Candelas Breogán ganó la liga y logró el ascenso a la Liga ACB doce años después.

## Equipos

### Ascensos y descensos (pretemporada)
Un total de 18 equipos disputaron la liga, incluyendo 14 de los que la disputarion en la temporada 2016-17, dos descendidos de la Liga ACB 2016-17 y dos ascendidos de la LEB Plata 2016-17. El 18 de julio de 2017, el CB Clavijo consiguió la plaza vacante del Sáenz Horeca Araberri. El 30 de agosto de 2017, el Sáenz Horeca Araberri consiguió la plaza vacante generada después de la inclusión de Real Betis Energía Plus en la Liga ACB.
Equipos descendidos de Liga ACB
- Real Betis Energía Plus
- ICL Manresa

Equipos ascendidos de LEB Plata
- Sammic Hostelería
- Carramimbre CBC Valladolid

### Pabellones y ubicaciones
| Equipo                             | Ciudad                | Pabellón                       | Capacidad |
| ---------------------------------- | --------------------- | ------------------------------ | --------- |
| Actel Força Lleida                 | Lérida                | Pavelló Barris Nord            | 6,100     |
| Cáceres Patrimonio de la Humanidad | Cáceres               | Multiusos Ciudad de Cáceres    | 6,500     |
| Cafeterías Candelas Breogán        | Lugo                  | Pazo dos Deportes              | 6,500     |
| Carramimbre CBC Valladolid         | Valladolid            | Pisuerga                       | 6,800     |
| CB Clavijo                         | Logroño               | Palacio de los Deportes        | 4,500     |
| CB Prat                            | El Prat de Llobregat  | Pavelló Joan Busquets          | 500       |
| Chocolates Trapa Palencia          | Palencia              | Pabellón Municipal de Palencia | 5,000     |
| Melilla de club Baloncesto         | Melilla               | Pabellón Javier Imbroda Ortiz  | 3,800     |
| FC Barcelona Lassa B               | Sant Joan Despí       | Ciutat Esportiva Joan Gamper   | 472       |
| Iberostar Palma                    | Palma de Mallorca     | Son Moix                       | 3,800     |
| ICL Manresa                        | Manresa               | Nou Congost                    | 5,000     |
| Levitec Huesca                     | Huesca                | Palacio Municipal de Huesca    | 4,900     |
| Leyma Coruña                       | La Coruña             | Pazo dos Deportes de Riazor    | 5,000     |
| Río Ourense Termal                 | Orense                | Pazo Paco Paz                  | 5,500     |
| Sáenz Horeca Araberri              | Vitoriaz              | Mendizorroza                   | 4,000     |
| Sammic Hostelería                  | Azpeitia              | Municipal                      | 1,000     |
| TAU Castelló                       | Castellón de la Plana | Pabellón Ciudad de Castellón   | 6,000     |
| Unión Financiera Baloncesto Oviedo | Oviedo                | Polideportivo de Pumarín       | 1,500     |

1. ↑  Hasta la jornada 23, Chocolates Trapa Palencia jugó sus partidos como local en el Pabellón Padre Adolfo Nicolás, en Villamuriel de Cerrato, en lugar de el Pabellón Municipal (anteriormente Pabellón Marta Domínguez), debido a las obras de la ampliación.

### Entrenadores y patrocinios
| Equipo                             | Entrenador                   | Proveedor técnico | Patrocinadores de la camiseta                |
| ---------------------------------- | ---------------------------- | ----------------- | -------------------------------------------- |
| Actel Força Lleida                 | Jorge Serna Bardavío         | Joma              | ActelGrup                                    |
| Cáceres Patrimonio de la Humanidad | Antonio Bohigas              | Vive              | Extremadura                                  |
| Cafés Candelas Breogán             | Natxo Lezkano                | Hummel            | Cafés Candelas                               |
| Carramimbre CBC Valladolid         | Paco García                  | Kappa             | Bodegas Carramimbre                          |
| CB Clavijo                         | Jenaro Díaz                  | Mercury           | Calzados Robusta                             |
| CB Prat                            | Arturo Álvarez               | Spalding          |                                              |
| Chocolates Trapa Palencia          | Alejandro Martínez Plasencia | Kappa             | Chocolates Trapa                             |
| Club Melilla Baloncesto            | Alejandro Alcoba Conde       | Super Sport       |                                              |
| FC Barcelona Lassa B               | Alfred Julbe                 | Nike              | Lassa Tyres                                  |
| Iberostar Palma                    | Félix Alonso                 | Erreà             | Iberostar, esportsIB                         |
| ICL Manresa                        | Diego Ocampo                 | Pentex            | ICL Iberia                                   |
| Levitec Huesca                     | Guillermo Arenas Milán       | Barri-Ball        | Levitec, Aragón                              |
| Leyma Coruña                       | Gustavo Aranzana             | Wibo              | Leche Leyma, Galega 100%                     |
| Río Ourense Termal                 | Gonzalo García de Vitoria    | Nike              | Leche Rio, Orense                            |
| Sáenz Horeca Araberri              | Antonio Pérez Caínzos        | Wibo              | Sáenz Horeca, Álava                          |
| Sammic Hostelería                  | Lolo Encinas                 | Wibo              | Sammic                                       |
| TAU Castelló                       | Antonio Ten López de Lerma   | Score Tech        | TAU Cerámica                                 |
| Unión Financiera Baloncesto Oviedo | Carles Marco                 | Spalding          | Unión Financiera Asturiana, Oviedo, Asturias |

### Cambios de entrenadores
| Equipo                    | Entrenador saliente   | Motivo de la salida | Fecha                   | Posición en la clasificación | Reemplazado por              | Fecha de nombramiento   |
| ------------------------- | --------------------- | ------------------- | ----------------------- | ---------------------------- | ---------------------------- | ----------------------- |
| Leyma Coruña              | Tito Díaz             | Fin del contrato    | 1 de junio de 2017      | Pretemporada                 | Gustavo Aranzana             | 28 de junio de 2017     |
| ICL Manresa               | Ibon Navarro          | Dimitió             | 14 de junio de 2017     | Pretemporada                 | Aleix Durán                  | 15 de julio de 2017     |
| CB Prat                   | Roberto Sánchez       | Fin del contrato    | 18 de junio de 2017     | Pretemporada                 | Arturo Álvarez               | 22 de junio de 2017     |
| Chocolates Trapa Palencia | Sergio García Martín  | Mutuo acuerdo       | 19 de junio de 2017     | Pretemporada                 | Joaquín Prado                | 16 de julio de 2017     |
| Sáenz Horeca Araberri     | Arturo Álvarez        | Firmó con CB Prat   | 22 de junio de 2017     | Pretemporada                 | Antonio Pérez Caínzos        | 5 de septiembre de 2017 |
| Sammic Hostelería         | Iker Bueno            | Fin del contrato    | 12 de julio de 2017     | Pretemporada                 | Lolo Encinas                 | 13 de julio de 2017     |
| CB Clavijo                | Antonio Pérez Caínzos |                     |                         | Pretemporada                 | Jenaro Díaz                  | 28 de julio de 2017     |
| Iberostar Palma           | Xavi Sastre           | Dimitió             | 24 de diciembre de 2017 | 15º (5–10)                   | Félix Alonso                 | 28 de diciembre de 2017 |
| Chocolates Trapa Palencia | Joaquín Prado         | Despedido           | 11 de febrero de 2018   | 12º (9–13)                   | Alejandro Martínez Plasencia | 13 de febrero de 2018   |
| Actel Força Lleida        | Borja Comenge         | Despedido           | 18 de marzo de 2018     | 14º (10–17)                  | Jorge Serna Bardavío         | 18 de marzo de 2018     |
| ICL Manresa               | Aleix Duran           | Despedido           | 29 de abril de 2018     | 3º (antes de los playoffs)   | Diego Ocampo                 | 29 de abril de 2018     |

## Liga regular

### Clasificación en la liga regular
| Pos. | Equipo                             | PJ | G  | P  | GF   | GC   | DG   | Pts | Ascenso, clasificación o descenso |
| ---- | ---------------------------------- | -- | -- | -- | ---- | ---- | ---- | --- | --------------------------------- |
| 1    | Cafés Candelas Breogán             | 34 | 28 | 6  | 2958 | 2555 | +403 | 62  | Ascenso a la Liga ACB             |
| 2    | CB Prat                            | 34 | 25 | 9  | 2504 | 2298 | +206 | 59  | Clasificado para los playoffs     |
| 3    | ICL Manresa                        | 34 | 24 | 10 | 2683 | 2488 | +195 | 58  | Clasificado para los playoffs     |
| 4    | Unión Financiera Baloncesto Oviedo | 34 | 22 | 12 | 2597 | 2515 | +82  | 56  | Clasificado para los playoffs     |
| 5    | Club Melilla Baloncesto            | 34 | 21 | 13 | 2534 | 2412 | +122 | 55  | Clasificado para los playoffs     |
| 6    | TAU Castelló                       | 34 | 19 | 15 | 2629 | 2626 | +3   | 53  | Clasificado para los playoffs     |
| 7    | Chocolates Trapa Palencia          | 34 | 18 | 16 | 2547 | 2497 | +50  | 52  | Clasificado para los playoffs     |
| 8    | Leyma Coruña                       | 34 | 16 | 18 | 2591 | 2602 | −11  | 50  | Clasificado para los playoffs     |
| 9    | Carramimbre CBC Valladolid         | 34 | 15 | 19 | 2628 | 2607 | +21  | 49  | Clasificado para los playoffs     |
| 10   | Cáceres Patrimonio de la Humanidad | 34 | 15 | 19 | 2575 | 2708 | −133 | 49  |                                   |
| 11   | Sáenz Horeca Araberri              | 34 | 15 | 19 | 2821 | 2869 | −48  | 49  |                                   |
| 12   | FC Barcelona Lassa B               | 34 | 13 | 21 | 2575 | 2717 | −142 | 47  |                                   |
| 13   | Iberostar Palma                    | 34 | 13 | 21 | 2495 | 2597 | −102 | 47  |                                   |
| 14   | Río Ourense Termal                 | 34 | 13 | 21 | 2541 | 2587 | −46  | 47  |                                   |
| 15   | Levitec Huesca                     | 34 | 13 | 21 | 2402 | 2546 | −144 | 47  |                                   |
| 16   | Actel Força Lleida                 | 34 | 12 | 22 | 2530 | 2624 | −94  | 46  |                                   |
| 17   | Sammic Hostelería                  | 34 | 12 | 22 | 2422 | 2652 | −230 | 46  | Descenso a la LEB Plata           |
| 18   | CB Clavijo                         | 34 | 12 | 22 | 2523 | 2655 | −132 | 46  | Descenso a la LEB Plata           |

 Fuente: FEB

### Evolución en la clasificación
La tabla lista la clasificación después de la conclusión de cada jornada. Para preservar la evolución cronológica de cada jornada, cualquier partido aplazado no es incluido en la jornada en qué era originalmente planificado, sino que son añadidos a la jornada siguiente inmediatamente después a la que fueron jugados. Por ejemplo, si un partido está planificado para la jornada 13, pero entonces es aplazado y jugado entre jornadas 16 y 17, será añadido en la jornada 16.
| Equipo \ Jornada        | 1                      | 2  | 3  | 4  | 5  | 6  | 7  | 8  | 9  | 10 | 11 | 12 | 13 | 14 | 15 | 16 | 17 | 18 | 19 | 20 | 21 | 22 | 23 | 24 | 25 | 26 | 27 | 28 | 29 | 30 | 31 | 32 | 33 | 34 |   |
| ----------------------- | ---------------------- | -- | -- | -- | -- | -- | -- | -- | -- | -- | -- | -- | -- | -- | -- | -- | -- | -- | -- | -- | -- | -- | -- | -- | -- | -- | -- | -- | -- | -- | -- | -- | -- | -- | - |
| Equipo \ Jornada        | Cafés Candelas Breogán | 2  | 13 | 9  | 7  | 5  | 1  | 1  | 1  | 1  | 1  | 1  | 1  | 1  | 1  | 1  | 1  | 1  | 1  | 1  | 1  | 1  | 1  | 1  | 1  | 1  | 1  | 1  | 1  | 1  | 1  | 1  | 1  | 1  | 1 |
| CB Prat                 | 1                      | 2  | 6  | 3  | 2  | 3  | 3  | 3  | 2  | 2  | 2  | 2  | 2  | 2  | 2  | 3  | 3  | 2  | 2  | 2  | 2  | 2  | 2  | 2  | 3  | 3  | 2  | 3  | 3  | 3  | 3  | 3  | 2  | 2  |   |
| ICL Manresa             | 3                      | 6  | 3  | 2  | 1  | 2  | 2  | 2  | 3  | 3  | 3  | 3  | 4  | 3  | 3  | 2  | 2  | 3  | 5  | 5  | 4  | 4  | 3  | 3  | 2  | 2  | 3  | 2  | 2  | 2  | 2  | 2  | 3  | 3  |   |
| Unión Financiera Oviedo | 8                      | 1  | 1  | 4  | 3  | 4  | 5  | 5  | 5  | 5  | 6  | 5  | 6  | 5  | 4  | 4  | 4  | 4  | 4  | 4  | 5  | 5  | 5  | 5  | 5  | 4  | 4  | 4  | 4  | 4  | 4  | 4  | 4  | 4  |   |
| Club Melilla Baloncesto | 5                      | 3  | 2  | 1  | 4  | 5  | 4  | 4  | 4  | 4  | 4  | 4  | 3  | 4  | 5  | 5  | 5  | 5  | 3  | 3  | 3  | 3  | 4  | 4  | 4  | 5  | 5  | 5  | 5  | 5  | 5  | 5  | 5  | 5  |   |
| TAU Castelló            | 15                     | 9  | 14 | 14 | 13 | 17 | 17 | 15 | 12 | 8  | 9  | 7  | 11 | 10 | 7  | 7  | 8  | 7  | 6  | 6  | 6  | 6  | 6  | 6  | 6  | 6  | 7  | 6  | 6  | 6  | 6  | 6  | 6  | 6  |   |
| Trapa Palencia          | 14                     | 15 | 16 | 17 | 15 | 11 | 11 | 11 | 13 | 10 | 12 | 10 | 8  | 9  | 11 | 8  | 10 | 11 | 12 | 10 | 11 | 12 | 10 | 8  | 9  | 8  | 8  | 8  | 8  | 8  | 7  | 7  | 7  | 7  |   |
| Leyma Coruña            | 10                     | 5  | 11 | 15 | 17 | 12 | 10 | 12 | 14 | 15 | 11 | 9  | 7  | 7  | 8  | 10 | 9  | 9  | 8  | 9  | 7  | 8  | 9  | 7  | 7  | 7  | 6  | 7  | 7  | 7  | 8  | 8  | 8  | 8  |   |
| Carramimbre Valladolid  | 7                      | 14 | 15 | 16 | 14 | 8  | 7  | 6  | 6  | 6  | 5  | 6  | 5  | 6  | 6  | 6  | 6  | 6  | 7  | 7  | 8  | 7  | 7  | 9  | 10 | 10 | 10 | 9  | 9  | 9  | 9  | 9  | 9  | 9  |   |
| Cáceres P. Humanidad    | 16                     | 4  | 10 | 11 | 16 | 13 | 13 | 10 | 8  | 7  | 7  | 13 | 15 | 13 | 13 | 13 | 11 | 8  | 10 | 8  | 9  | 10 | 8  | 10 | 11 | 12 | 12 | 14 | 14 | 12 | 11 | 12 | 10 | 10 |   |
| Sáenz Horeca Araberri   | 4                      | 7  | 5  | 5  | 6  | 9  | 6  | 8  | 10 | 13 | 8  | 15 | 10 | 12 | 12 | 9  | 7  | 10 | 11 | 11 | 10 | 11 | 12 | 11 | 8  | 9  | 11 | 11 | 10 | 10 | 12 | 10 | 11 | 11 |   |
| FC Barcelona Lassa B    | 6                      | 11 | 13 | 9  | 10 | 16 | 16 | 14 | 15 | 16 | 13 | 11 | 13 | 14 | 14 | 14 | 14 | 14 | 14 | 14 | 14 | 14 | 14 | 15 | 16 | 15 | 15 | 17 | 17 | 16 | 18 | 15 | 13 | 12 |   |
| Iberostar Palma         | 18                     | 10 | 7  | 10 | 11 | 14 | 14 | 16 | 17 | 12 | 15 | 12 | 14 | 15 | 15 | 15 | 15 | 15 | 15 | 17 | 18 | 16 | 17 | 17 | 17 | 17 | 16 | 15 | 16 | 18 | 14 | 16 | 15 | 13 |   |
| Río Ourense Termal      | 17                     | 18 | 18 | 18 | 18 | 18 | 18 | 18 | 18 | 18 | 18 | 18 | 18 | 18 | 18 | 18 | 18 | 18 | 17 | 15 | 15 | 15 | 15 | 14 | 14 | 11 | 9  | 10 | 11 | 11 | 10 | 11 | 12 | 14 |   |
| Levitec Huesca          | 12                     | 17 | 17 | 12 | 8  | 6  | 9  | 9  | 7  | 9  | 10 | 8  | 12 | 11 | 10 | 11 | 13 | 13 | 13 | 13 | 12 | 13 | 13 | 12 | 13 | 13 | 13 | 12 | 12 | 15 | 17 | 13 | 16 | 15 |   |
| Actel Força Lleida      | 13                     | 16 | 12 | 13 | 9  | 7  | 12 | 13 | 9  | 11 | 14 | 14 | 9  | 8  | 9  | 12 | 12 | 12 | 9  | 12 | 13 | 9  | 11 | 13 | 12 | 14 | 14 | 13 | 13 | 13 | 13 | 14 | 17 | 16 |   |
| Sammic Hostelería       | 9                      | 12 | 8  | 6  | 7  | 10 | 8  | 7  | 11 | 14 | 16 | 16 | 16 | 16 | 16 | 16 | 17 | 17 | 18 | 18 | 17 | 18 | 16 | 16 | 15 | 16 | 17 | 18 | 18 | 17 | 16 | 18 | 14 | 17 |   |
| CB Clavijo              | 11                     | 8  | 4  | 8  | 12 | 15 | 15 | 17 | 16 | 17 | 17 | 17 | 17 | 17 | 17 | 17 | 16 | 16 | 16 | 16 | 16 | 17 | 18 | 18 | 18 | 18 | 18 | 16 | 15 | 14 | 15 | 17 | 18 | 18 |   |

### Resultados
| Local \ Visitante | FLL   | BRE   | CAC    | VLL   | CLA   | PRA   | PAL   | MEL   | FCB    | PLM   | MAN    | HUE    | COR   | COB   | ARA    | ISB    | CAS   | OVI    |
| ----------------- | ----- | ----- | ------ | ----- | ----- | ----- | ----- | ----- | ------ | ----- | ------ | ------ | ----- | ----- | ------ | ------ | ----- | ------ |
| Força Lleida      | —     | 73–86 | 91–67  | 71–81 | 70–62 | 66–58 | 75–84 | 60–68 | 95–78  | 89–94 | 68–74  | 59–69  | 72–78 | 73–77 | 94–84  | 76–65  | 75–84 | 74–80  |
| Breogán           | 81–49 | —     | 101–73 | 96–74 | 96–50 | 85–63 | 80–82 | 78–67 | 105–64 | 93–80 | 98–81  | 91–53  | 84–73 | 83–71 | 106–98 | 93–89  | 97–69 | 91–65  |
| Cáceres           | 84–73 | 77–84 | —      | 64–92 | 91–77 | 60–82 | 71–68 | 75–73 | 95–73  | 79–77 | 74–68  | 57–71  | 80–61 | 84–75 | 89–85  | 77–81  | 83–75 | 72–97  |
| Valladolid        | 75–60 | 84–85 | 85–65  | —     | 87–92 | 59–65 | 67–72 | 95–70 | 73–87  | 84–89 | 65–74  | 83–75  | 94–84 | 81–93 | 106–85 | 62–73  | 90–73 | 91–86  |
| CB Clavijo        | 75–81 | 76–92 | 71–76  | 85–72 | —     | 62–68 | 91–82 | 71–73 | 72–80  | 76–60 | 73–61  | 103–85 | 85–66 | 59–69 | 73–76  | 75–58  | 78–74 | 80–84  |
| CB Prat           | 84–60 | 79–81 | 70–59  | 67–57 | 83–57 | —     | 71–69 | 70–73 | 78–69  | 78–76 | 87–79  | 67–59  | 75–60 | 86–76 | 85–67  | 76–72  | 68–69 | 65–61  |
| Trapa Palencia    | 85–79 | 70–74 | 71–80  | 76–73 | 86–71 | 67–76 | —     | 69–72 | 62–64  | 81–77 | 72–76  | 83–76  | 76–64 | 74–72 | 97–96  | 80–63  | 70–73 | 73–62  |
| Melilla           | 80–95 | 79–83 | 94–65  | 79–62 | 76–68 | 62–69 | 67–60 | —     | 71–54  | 87–72 | 68–66  | 92–48  | 58–85 | 91–80 | 90–66  | 84–77  | 75–68 | 61–64  |
| Barcelona B       | 76–69 | 72–81 | 87–78  | 75–84 | 68–88 | 78–71 | 71–74 | 71–84 | —      | 69–53 | 94–103 | 88–85  | 72–79 | 83–69 | 77–89  | 80–64  | 77–87 | 71–86  |
| Palma             | 76–80 | 80–70 | 69–64  | 74–62 | 95–76 | 65–79 | 60–72 | 57–69 | 76–65  | —     | 74–82  | 68–60  | 90–97 | 67–69 | 71–70  | 56–80  | 78–80 | 76–84  |
| ICL Manresa       | 68–74 | 90–78 | 81–73  | 78–75 | 91–70 | 75–62 | 78–73 | 69–77 | 91–76  | 72–67 | —      | 73–54  | 75–81 | 89–65 | 99–88  | 88–61  | 93–62 | 70–68  |
| Levitec Huesca    | 64–73 | 87–76 | 81–78  | 63–67 | 62–79 | 73–81 | 64–67 | 80–70 | 77–73  | 71–79 | 77–82  | —      | 82–63 | 72–69 | 82–70  | 73–69  | 70–65 | 66–70  |
| Leyma Coruña      | 93–74 | 86–93 | 79–75  | 59–67 | 80–66 | 65–81 | 96–78 | 67–78 | 89–79  | 79–90 | 66–74  | 70–76  | —     | 77–75 | 76–68  | 79–59  | 64–52 | 71–76  |
| Río Ourense       | 75–84 | 79–67 | 90–72  | 65–72 | 70–72 | 61–58 | 71–74 | 52–61 | 76–81  | 63–76 | 86–78  | 73–59  | 84–87 | —     | 98–75  | 77–65  | 65–75 | 70–61  |
| Araberri          | 93–84 | 97–91 | 78–91  | 83–81 | 95–79 | 49–75 | 80–72 | 78–73 | 80–68  | 85–88 | 70–71  | 94–89  | 80–99 | 90–97 | —      | 112–92 | 82–74 | 104–74 |
| Sammic            | 80–75 | 61–81 | 79–74  | 73–67 | 77–72 | 69–73 | 69–86 | 71–67 | 66–86  | 70–62 | 62–71  | 76–73  | 72–71 | 89–80 | 66–88  | —      | 71–96 | 70–77  |
| TAU Castelló      | 79–75 | 89–91 | 91–90  | 97–98 | 85–69 | 76–70 | 78–75 | 88–76 | 80–90  | 82–66 | 69–87  | 63–78  | 82–76 | 82–64 | 89–88  | 78–67  | —     | 83–62  |
| Oviedo            | 67–64 | 75–87 | 78–83  | 74–63 | 86–70 | 82–84 | 73–72 | 79–69 | 87–79  | 80–57 | 81–76  | 80–61  | 80–71 | 90–85 | 73–78  | 87–66  | 68–62 | —      |

## Playoffs
|  | Cuartos de final          | Cuartos de final          | Cuartos de final         | Cuartos de final | Cuartos de final | Cuartos de final |                           |               | Semifinales   | Semifinales | Semifinales | Semifinales | Semifinales | Semifinales |  |  | Final | Final | Final | Final | Final | Final |
|  |                           |                           |                          |                  |                  |                  |                           |               |               |             |             |             |             |             |  |  |       |       |       |       |       |       |
|  |                           |                           |                          |                  |                  |                  |                           |               |               |             |             |             |             |             |  |  |       |       |       |       |       |       |
|  |                           |                           |                          |                  |                  |                  |                           |               |               |             |             |             |             |             |  |  |       |       |       |       |       |       |
|  | 2 CB Prat                 | 2 CB Prat                 | 2 CB Prat                | 82               | 57               | 58               |                           |               |               |             |             |             |             |             |  |  |       |       |       |       |       |       |
|  | 2 CB Prat                 | 2 CB Prat                 | 2 CB Prat                | 82               | 57               | 58               |                           |               |               |             |             |             |             |             |  |  |       |       |       |       |       |       |
|  | 9 Carramimbre Valladolid  | 9 Carramimbre Valladolid  | 9 Carramimbre Valladolid | 54               | 49               | 51               |                           |               |               |             |             |             |             |             |  |  |       |       |       |       |       |       |
|  | 9 Carramimbre Valladolid  | 9 Carramimbre Valladolid  | 9 Carramimbre Valladolid | 54               | 49               | 51               | 2 CB Prat                 | 63            | 63            | 75          | 78          | 63          |             |             |  |  |       |       |       |       |       |       |
|  |                           |                           |                          |                  |                  |                  | 2 CB Prat                 | 63            | 63            | 75          | 78          | 63          |             |             |  |  |       |       |       |       |       |       |
|  |                           | 5 Club Melilla Baloncesto | 64                       | 59               | 79               | 66               | 64                        |               |               |             |             |             |             |             |  |  |       |       |       |       |       |       |
|  | 5 Club Melilla Baloncesto | 5 Club Melilla Baloncesto | 64                       | 59               | 79               | 66               | 64                        | 95            | 83            | 67          | 73          |             |             |             |  |  |       |       |       |       |       |       |
|  | 5 Club Melilla Baloncesto | 5 Club Melilla Baloncesto |                          |                  |                  |                  |                           |               | 83            | 67          | 73          |             |             |             |  |  |       |       |       |       |       |       |
|  | 6 TAU Castelló            | 6 TAU Castelló            | 67                       | 80               | 71               | 66               |                           |               |               |             |             |             |             |             |  |  |       |       |       |       |       |       |
|  | 6 TAU Castelló            | 6 TAU Castelló            | 67                       | 80               | 71               | 66               | 5 Club Melilla Baloncesto | 76            | 74            | 78          | 86          | 67          |             |             |  |  |       |       |       |       |       |       |
|  |                           |                           |                          |                  |                  |                  | 5 Club Melilla Baloncesto | 76            | 74            | 78          | 86          | 67          |             |             |  |  |       |       |       |       |       |       |
|  |                           | 3 ICL Manresa             | 83                       | 76               | 74               | 74               | 97                        |               |               |             |             |             |             |             |  |  |       |       |       |       |       |       |
|  | 3 ICL Manresa             | 3 ICL Manresa             | 83                       | 76               | 74               | 74               | 97                        | 70            | 74            | 72          | 85          | 71          |             |             |  |  |       |       |       |       |       |       |
|  | 3 ICL Manresa             |                           |                          |                  |                  |                  |                           | 70            | 74            | 72          | 85          | 71          |             |             |  |  |       |       |       |       |       |       |
|  | 8 Leyma Coruña            | 59                        | 80                       | 75               | 80               | 68               |                           |               |               |             |             |             |             |             |  |  |       |       |       |       |       |       |
|  | 8 Leyma Coruña            | 59                        | 80                       | 75               | 80               | 68               | 3 ICL Manresa             | 3 ICL Manresa | 3 ICL Manresa | 86          | 82          | 83          |             |             |  |  |       |       |       |       |       |       |
|  |                           |                           |                          |                  |                  |                  | 3 ICL Manresa             | 3 ICL Manresa | 3 ICL Manresa | 86          | 82          | 83          |             |             |  |  |       |       |       |       |       |       |
|  |                           | 7 Trapa Palencia          | 7 Trapa Palencia         | 7 Trapa Palencia | 85               | 80               | 76                        |               |               |             |             |             |             |             |  |  |       |       |       |       |       |       |
|  | 4 Unión Financiera Oviedo | 7 Trapa Palencia          | 7 Trapa Palencia         | 7 Trapa Palencia | 85               | 80               | 76                        | 64            | 91            | 60          | 81          | 54          |             |             |  |  |       |       |       |       |       |       |
|  | 4 Unión Financiera Oviedo |                           |                          |                  |                  |                  |                           | 64            | 91            | 60          | 81          | 54          |             |             |  |  |       |       |       |       |       |       |
|  | 7 Trapa Palencia          | 58                        | 76                       | 64               | 91               | 66               |                           |               |               |             |             |             |             |             |  |  |       |       |       |       |       |       |
|  | 7 Trapa Palencia          | 58                        | 76                       | 64               | 91               | 66               |                           |               |               |             |             |             |             |             |  |  |       |       |       |       |       |       |

Fuente: FEB

### Final
| 1 de junio de 2018, 21:00 Partido 1 | ICL Manresa                                                                                | 83–76 (Series: 1–0)        | Club Melilla Baloncesto                                                                             | Manresa |  |
|                                     | Parciales: 12–17, 25–16, 14–17, 19–20 (T.E.: 13–6)                                         |                            | | |  |
|                                     | Estadísticas Jordi Trias 20 Jordi Trias 10 Jordi Trias, Noah Allen 4 Jordi Trias 34 (Val.) | Reporte Pts Reb Asts Otros | Estadísticas Diego Kapelan 23 Fran Guerra 8 Dani Rodríguez, Pablo Almazán 4 Diego Kapelan 19 (Val.) | Pabellón: Nou Congost Asistencia: 4.000 espectadores Árbitros: Francisco José Zafra Guerra Asier Quintas Álvarez Carlos Merino Campos |  |

| 3 de junio de 2018, 20:00 Partido 2 | ICL Manresa                                                                        | 76–74 (Series: 2–0)        | Club Melilla Baloncesto                                                                           | Manresa |  |
|                                     | Parciales: 13–19, 25–18, 17–18, 21–19                                              |                            |                                                                                                   | |  |
|                                     | Estadísticas Gabriel Lundberg 17 Jordi Trias 7 Jordi Trias 5 Jordi Trias 20 (Val.) | Reporte Pts Reb Asts Otros | Estadísticas Diego Kapelan, Mamadou Samb 15 Javi Lucas 7 Dani Rodríguez 8 Diego Kapelan 13 (Val.) | Pabellón: Nou Congost Asistencia: 4.000 espectadores Árbitros: Ángel de Lucas de Lucas Javier Bravo Loroño Yasmina Alcaraz Moreno |  |

| 8 de junio de 2018, 21:00 Partido 3 | Club Melilla Baloncesto                                                                                        | 78–74 (Series: 1–2)        | ICL Manresa | Melilla |  |
|                                     | Parciales: 13–14, 14–11, 18–24, 20–16 (T.E.: 13–9)                                                             |                            | | |  |
|                                     | Estadísticas Diego Kapelan 22 Fran Guerra 13 Fran Guerra, Diego Kapelan 3 Fran Guerra, Diego Kapelan 22 (Val.) | Reporte Pts Reb Asts Otros | Estadísticas Nacho Martín 14 Jordi Trias, Álvaro Muñoz 8 tres jugadores 3 Nacho Martín, Álvaro Muñoz 12 (Val.) | Pabellón: Pabellón Javier Imbroda Ortiz Árbitros: Germán Francisco Morales Ruiz Guillermo Rios Marcos Joaquín García González |  |

| 10 de junio de 2018, 12:00 Partido 4 | Club Melilla Baloncesto                                                             | 86–74 (Series: 2–2)        | ICL Manresa                                                                      | Melilla |  |
|                                      | Parciales: 26–21, 23–20, 16–20, 21–13                                               |                            |                                                                                  | |  |
|                                      | Estadísticas Mamadou Samb 17 Mamadou Samb 7 tres jugadores 4 Mamadou Samb 21 (Val.) | Reporte Pts Reb Asts Otros | Estadísticas Nacho Martín 18 Jordan Sakho 9 Jordi Trias 3 Jordan Sakho 16 (Val.) | Pabellón: Pabellón Javier Imbroda Ortiz Árbitros: Carlos Javier García León Alberto Baena Arroyo Iyán González Gálvez |  |

| 12 de junio de 2018, 20:30 Partido 5 | ICL Manresa                                                                               | 97–67 (Series: 3–2)        | Club Melilla Baloncesto                                                            | Manresa |  |
|                                      | Parciales: 18–19, 28–14, 30–17, 21–17                                                     |                            |                                                                                    | |  |
|                                      | Estadísticas Jordi Trias 17 Gabriel Lundberg, Jordan Sakho 7 Lluís Costa 9 Jordi Trias 22 | Reporte Pts Reb Asts Otros | Estadísticas Diego Kapelan, Edu Durán 13 Mamadou Samb 8 Fran Guerra 4 Edu Durán 10 | Pabellón: Nou Congost Asistencia: 5.000 espectadores Árbitros: Carlos Javier García León Mariano Martín Palomo Cañas Iyán González Gálvez |  |

## Copa Princesa de Asturias
La Copa Princesa de Asturias se jugó el 3 de febrero de 2018, por los dos primeros equipos clasificados después de la primera vuelta de la temporada (jornada 17). El campeón de copa tiene el derecho a jugar los playoffs como cabeza de serie en todas las eliminatorias si acaba la liga entre el segundo y el quinto.

### Equipos clasificados
| Pos. | Equipo                 | PJ | G  | P | GF   | GC   | DG   | Pts |
| ---- | ---------------------- | -- | -- | - | ---- | ---- | ---- | --- |
| 1    | Cafés Candelas Breogán | 17 | 15 | 2 | 1481 | 1258 | +223 | 32  |
| 2    | ICL Manresa            | 17 | 13 | 4 | 1339 | 1201 | +138 | 30  |

 Fuente: FEB

### Final
| 3 de febrero de 2018 | Cafés Candelas Breogán                       | 90–86                                 | ICL Manresa                           | Lugo |  |
| 20:45                | Parciales: 23–19, 32–14, 18–31, 17–22        | Parciales: 23–19, 32–14, 18–31, 17–22 | Parciales: 23–19, 32–14, 18–31, 17–22 | |  |
|                      | Estadísticas Úriz 23 tres jugadores 5 Úriz 4 | Reporte Pts Reb Asts                  | Estadísticas Trias 16 Trias 5 Costa 7 | Pabellón: Pazo dos Deportes Asistencia: 5.000 espectadores Árbitros: Ángel de Lucas de Lucas, Asier Quintas Álvarez, Carlos Merino Campos |  |

## Clasificación final
| Pos. | Equipo                             | PJ | G  | P  | Ascenso o descenso        |
| ---- | ---------------------------------- | -- | -- | -- | ------------------------- |
| 1    | Cafés Candelas Breogán (C, P, X)   | 34 | 28 | 6  | Ascendido a la Liga ACB   |
| 2    | ICL Manresa (P)                    | 47 | 33 | 14 | Ascendido a la Liga ACB   |
| 3    | Club Melilla Baloncesto            | 48 | 29 | 19 |                           |
| 4    | CB Prat                            | 42 | 30 | 12 |                           |
| 5    | Chocolates Trapa Palencia          | 42 | 21 | 21 |                           |
| 6    | Unión Financiera Baloncesto Oviedo | 39 | 24 | 15 |                           |
| 7    | TAU Castelló                       | 38 | 20 | 18 |                           |
| 8    | Leyma Coruña                       | 39 | 18 | 21 |                           |
| 9    | Carramimbre CBC Valladolid         | 37 | 15 | 22 |                           |
| 10   | Cáceres Patrimonio de la Humanidad | 34 | 15 | 19 |                           |
| 11   | Sáenz Horeca Araberri              | 34 | 15 | 19 |                           |
| 12   | FC Barcelona Lassa B               | 34 | 13 | 21 |                           |
| 13   | Iberostar Palma                    | 34 | 13 | 21 |                           |
| 14   | Río Ourense Termal                 | 34 | 13 | 21 |                           |
| 15   | Levitec Huesca                     | 34 | 13 | 21 |                           |
| 16   | Actel Força Lleida                 | 34 | 12 | 22 |                           |
| 17   | Sammic Hostelería (R)              | 34 | 12 | 22 | Descendido a la LEB Plata |
| 18   | CB Clavijo (R)                     | 34 | 12 | 22 | Descendido a la LEB Plata |

 Fuente: FEB